# Mustafa Açılan
Mustafa Açılan (Istanbul, 22 febbraio 1987) è un attore turco, noto per aver interpretato il ruolo di Veli Erdönmez nella serie Terra amara (Bir Zamanlar Çukurova).

## Biografia
Mustafa Açılan è nato il 22 febbraio 1987 a Istanbul (Turchia), fin da piccolo ha mostrato un'inclinazione per la recitazione.

## Carriera
Mustafa Açılan ha completato la sua formazione superiore studiando economia aziendale in Kazakistan. Nel 2016 ha fatto la sua prima apparizione come attore nella serie Kanit: Ates Ustunde. Nel 2018 ha recitato nella serie Babamin Günahlari. Nello stesso anno ha recitato nei film Hürkus diretto da Kudret Sabanci e in Ustalar alemi diretto da Murat Dalkiliç (nel ruolo di Bahtiyar). Sempre nel 2018 è stato scelto per interpretare il ruolo di Veli Erdönmez nella serie Terra amara (Bir Zamanlar Çukurova) e dove ha recitato insieme ad attori come Hilal Altınbilek, Uğur Güneş, Vahide Perçin e Murat Ünalmış.
Nel 2019 e nel 2020 ha recitato nella serie Çocuk. Nel 2020 ha interpretato il ruolo di Galip Yalçinoglu nella serie Maria ile Mustafa. L'anno successivo, nel 2021, ha recitato nella serie Akinci. Nel 2021 e nel 2022 ha interpretato il ruolo di Çetin nella serie Ankara. Nel 2022 è entrato a far parte del cast della serie Gelsin Hayat Bildigi Gibi, nel ruolo di Araz.

## Filmografia

### Cinema
- Hürkus, regia di Kudret Sabanci (2018)
- Ustalar alemi, regia di Murat Dalkiliç (2018)

### Televisione
- Kanit: Ates Ustunde – serie TV (2016)
- Babamin Günahlari – serie TV (2018)
- Terra amara (Bir Zamanlar Çukurova) – serie TV (2018)
- Çocuk – serie TV (2019-2020)
- Maria ile Mustafa – serie TV (2020)
- Akinci – serie TV (2021)
- Ankara – serie TV (2021-2022)
- Gelsin Hayat Bildigi Gibi – serie TV (2022)

## Doppiatori italiani
Nelle versioni in italiano dei suoi film e delle sue serie TV, Mustafa Açılan è stato doppiato da:
- Raffaele Proietti[22] in Terra amara[23]